# قرائی‌کند
قرائی‌کند (به ترکی آذربایجانی: Qarayevkənd) یک منطقهٔ مسکونی در جمهوری آذربایجان است که در شهرستان ساعتلی واقع شده‌است. قرائی‌کند ۲٬۵۶۱ نفر جمعیت دارد.